# Gianfranco Polvara
Gianfranco Polvara (* 29. Januar 1958 in Bellano) ist ein ehemaliger italienischer Skilangläufer.

## Werdegang
Polvara, der für den C.S. Esercito startete, lief international erstmals bei den Olympischen Winterspielen 1980 in Lake Placid und belegte dabei den 32. Platz über 50 km. Bei den Nordischen Skiweltmeisterschaften 1982 in Oslo kam er auf den 32. Platz über 30 km und auf den siebten Rang mit der Staffel, zudem errang er dort den 20. Platz über 50 km und holte damit seinen ersten Punkt im offiziellen Weltcup. Bei seiner zweiten Olympiateilnahme im Februar 1984 in Sarajevo kam er auf den 34. Platz und auf den 21. Rang über 50 km und im folgenden Jahr bei den Nordischen Skiweltmeisterschaften in Seefeld in Tirol auf den 20. Platz über 30 km und auf den 13. Rang über 50 km. Im Februar 1985 erreichte er in Witoscha mit dem zehnten Platz über 15 km seine erste Top-Zehn-Platzierung im Weltcupeinzel. In der Saison 1985/86 errang er mit Platz 12 in Oslo über 50 km klassisch, Platz zehn in Bibawik über 30 km Freistil und Platz fünf in Lahti über 15 km Freistil den 18. Platz im Gesamtweltcup. Im folgenden Jahr belegte er bei den Nordischen Skiweltmeisterschaften in Oberstdorf den 15. Platz über 30 km klassisch und den 13. Rang über 15 km klassisch. In der Saison 1987/88 erreichte er in Rovaniemi mit Platz vier über 50 km klassisch seine bis dahin beste Platzierung im Weltcupeinzel. Beim Saisonhöhepunkt, den Olympischen Winterspielen 1988 in Calgary lief er auf den 13. Platz über 15 km klassisch, auf den zehnten Rang über 50 km Freistil und auf den siebten Platz über 30 km klassisch und errang zum Saisonende den 20. Platz im Gesamtweltcup. Bei den Nordischen Skiweltmeisterschaften 1989 in Lahti belegte er den 23. Platz über 30 km klassisch und den 22. Rang über 50 km Freistil.
In der Saison 1990/91 kam Polvara viermal unter den ersten Zehn und erreichte mit dem 12. Platz im Gesamtweltcup sein bestes Gesamtergebnis. Zudem errang er in Štrbské Pleso und in Lahti jeweils mit dem dritten Platz über 30 km Freistil seine einzigen Podestplatzierungen im Weltcupeinzel. Beim Saisonhöhepunkt, den Nordischen Skiweltmeisterschaften 1991 im Val di Fiemme belegte er den 30. Platz über 30 km klassisch und den 11. Rang über 50 km Freistil. Bei den Olympischen Winterspielen 1992 in Albertville errang er den 20. Platz über 30 km klassisch und den zehnten Rang über 50 km Freistil. In der Saison 1992/93 erreichte er mit vier Top-Zehn-Platzierungen den 17. Platz im Gesamtweltcup. Dabei errang er mit Platz vier über 50 km Freistil bei den Nordischen Skiweltmeisterschaften 1993 in Falun seine beste Platzierung bei Weltmeisterschaften. Im folgenden Jahr lief er in Lillehammer bei seiner letzten Olympiateilnahme auf den 31. Platz über 50 km klassisch. Im Januar 1994 wurde er in Oslo Zweiter mit der Staffel. Sein letztes Weltcuprennen absolvierte er im Januar 1995 in Östersund, das er auf dem 29. Platz über 30 km Freistil beendete.
Bei italienischen Meisterschaften holte Polvara 27 Medaillen und siegte im Jahr 1993 über 50 km.

## Teilnahmen an Weltmeisterschaften und Olympischen Winterspielen

### Olympische Spiele
- 1980 Lake Placid: 32. Platz 50 km
- 1984 Sarajevo: 21. Platz 50 km, 34. Platz 15 km
- 1988 Calgary: 7. Platz 30 km klassisch, 10. Platz 50 km Freistil, 13. Platz 15 km klassisch
- 1992 Albertville: 10. Platz 50 km Freistil, 20. Platz 30 km klassisch
- 1994 Lillehammer: 31. Platz 50 km klassisch

### Nordische Skiweltmeisterschaften
- 1982 Oslo: 7. Platz Staffel, 20. Platz 50 km, 32. Platz 30 km
- 1985 Seefeld in Tirol: 13. Platz 50 km, 20. Platz 30 km
- 1987 Oberstdorf: 13. Platz 15 km klassisch, 15. Platz 30 km klassisch
- 1989 Lahti: 22. Platz 50 km Freistil, 23. Platz 30 km klassisch
- 1991 Val di Fiemme: 11. Platz 50 km Freistil, 30. Platz 30 km klassisch
- 1993 Falun: 4. Platz 50 km Freistil

## Weltcup-Gesamtplatzierungen
| Saison  | Platz | Punkte |
| ------- | ----- | ------ |
| 1981/82 | 74.   | 1      |
| 1984/85 | 30.   | 21     |
| 1985/86 | 18.   | 21     |
| 1986/87 | 30.   | 16     |
| 1987/88 | 20.   | 27     |
| 1988/89 | 57.   | 1      |
| 1989/90 | 20.   | 21     |
| 1990/91 | 12.   | 46     |
| 1991/92 | 27.   | 15     |
| 1992/93 | 17.   | 170    |
| 1993/94 | 28.   | 92     |
| 1994/95 | 75.   | 6      |